# Martin Ohm
Martin Ohm   (Erlangen, 6 de maig de 1792 - Berlín, 1 d'abril de 1872) fou un matemàtic alemany, germà del conegut físic Georg Simon Ohm.
Va estudiar a la Universitat d'Erlangen on es va doctorar el 1811. Va donar classes com assistent a la universitat fins al 1817 en què va ser nomenat professor de l'escola secundària de Toruń. El 1821 es trasllada a Berlín per fer de professor ajudant a la Universitat de Berlín, en la qual serà successivament professor extraordinari (1824) i professor titular (1839). El 1864, quan ja era pràcticament cec, va ser substituït per Karl Weierstrass.
El 1822 es publiquen els dos primers volums de la seva obra en nou volums Versuch eines vollkommen consequenten Systems der Mathematik (traduïble com "Temptativa d'un sistema perfectament consistent de les matemàtiques"). Els volums següents es van anar publicant posteriorment fins el novè el 1852. La seva intenció era basar tota la matemàtica sobre la noció de nombre natural i la manipulació de les fórmules d'acord amb estrictes regles algebraiques.
Potser és més recordat per haver estat el primer matemàtic en utilitzar el terme Secció àuria (el nombre {\displaystyle \Phi }) en la segona edició del seu llibre Die reine Elementar-Mathematik (1834), tot i que, probablement, l'expressió ja devia ser emprada de forma comuna, en cercles no matemàtics, per a referir-se a aquesta divisió d'un segment arbitrari.